# Moto Guzzi Lodola
La Moto Guzzi Lodola è una motocicletta costruita dalla casa motociclistica Moto Guzzi tra il 1956 e il 1966, nelle versioni 175 e 235 cm³. Non completamente accettata dalla clientela fedele al marchio dell’Aquila per via delle sue soluzioni tecniche dirompenti dalla tradizione, fu comunque un veicolo che si seppe distinguere in numerose competizioni di Regolarità. 

## Storia
La Moto Guzzi Lodola fu la risposta alle esigenze di mercato che richiedevano motociclette di medio/piccola cilindrata con distribuzione in testa, che potenziate ed aggiornate per concorrere alla vittoria del Motogiro d'Italia (competizione di gran fondo dedicato a motori fino a 175 cm³)  erano diventate oramai in grado di competere – e surclassare – motociclette di più alte cilindrate che, seppur valide, appartenevano ad una concezione antiquata: già alla Milano-Taranto del 1954 la FB Mondial 175 di Remo Venturi riuscì ad anticipare al traguardo la schiera di Guzzi Dondolino e Gilera Saturno - entrambe di 500 cm³ -.
Per ovviare al problema si decise di creare una 175 cm³ con interessanti innovazioni tecniche, che rompevano decisamente con le tradizioni della Casa di Mandello, partendo innanzitutto dalla disposizione del cilindro, non più orizzontale, ma inclinato di 45°, oltre all’eliminazione della Sospensione Elastica Guzzi, rimpiazzata con un più tradizionale forcellone oscillante con ammortizzatori teleidraulici ai lati della ruota posteriore.
La decisione della messa in produzione fu conseguente ad una lunga ed accurata ricerca di mercato, rivelatasi però infine ingannevole: l’allestimento di impianti e di una linea di montaggio atta per la produzione di 30000 esemplari si dimostrò onerosa quando si scoprì che gran parte dell’attrezzatura, non utilizzabile per altri modelli, sarebbe stata ammortizzata su una produzione che arrivò solamente a circa un terzo della quantità preventivata; la motocicletta fu osteggiata anche dal fatto che un prodotto così distante dalle tradizioni della Casa non la facevano considerare dalla clientela più fedele una “vera Guzzi”, nonostante non si possa considerare un insuccesso tecnico (diecimila esemplari prodotti non sono pochi e quelli venduti rimasero in circolazione per molti anni a venire).

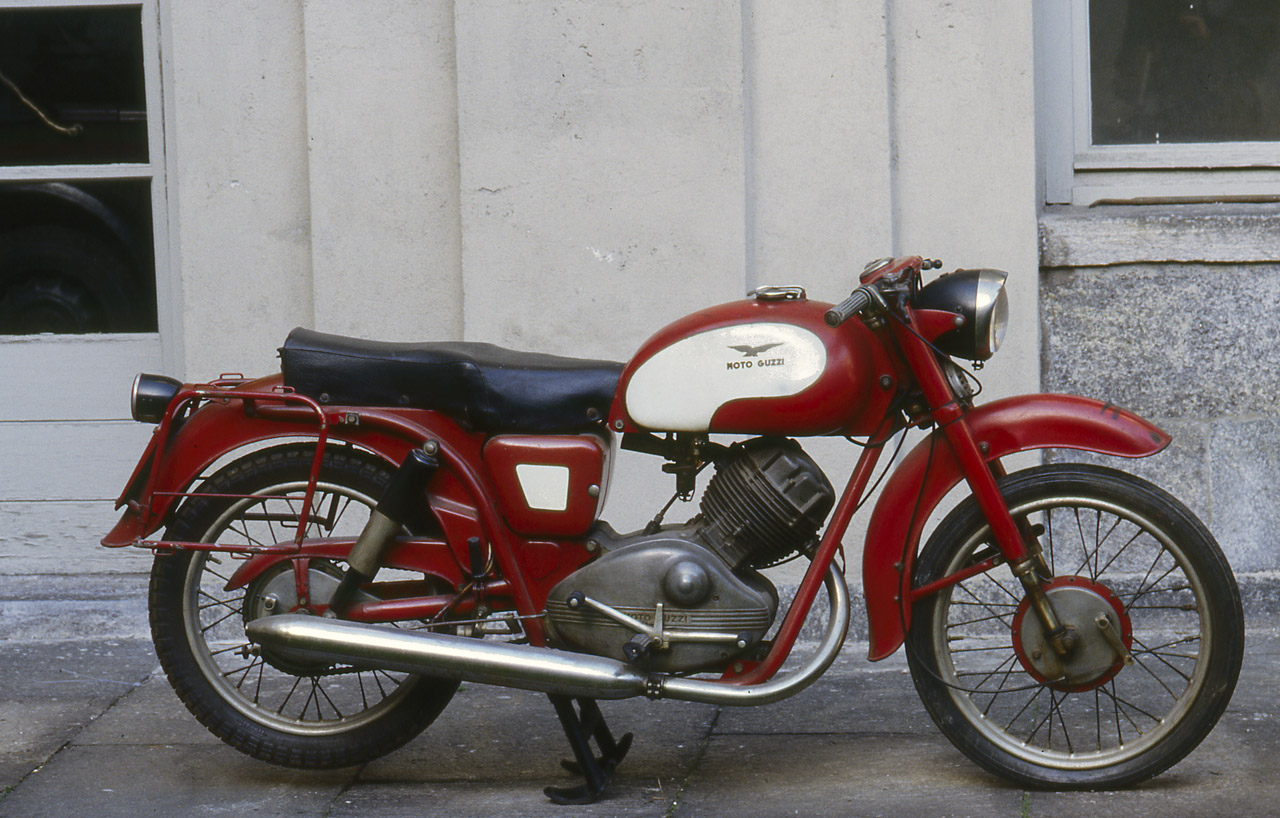
La prima versione della Lodola 175, prodotta fino al 1958; i modelli dell'ultima annata hanno pannelli avorio sul serbatoio rosso.

Prodotta inizialmente in un'unica versione, denominata semplicemente Lodola, con motore 175 cm³ (alesaggio per corsa 62×57,8 mm) sprigionante 9 CV a 6000 giri/min e 110 km/h, nell’aprile 1958 venne affiancata dalla versione Sport, aggiornata nei freni a tamburo (da laterali passarono a centrali) e nel profilo del serbatoio, con il rapporto di compressione maggiorato a 9:1, con aumento di potenza fino a 11 CV e con velocità massima ora prossima ai 120 km/h, mentre la versione precedente venne ribattezzata Turismo. La Lodola dimostrò di essere una motocicletta tranquilla e di indole turistico-utilitaria, con prestazioni buone ma non sufficienti per utilizzarla in competizioni per macchine “derivate”, e pertanto si decise di abbandonare particolari e sofisticate soluzioni tecnologiche, più propense ai guasti, e di puntare più sull’affidabilità: per questo, l'anno seguente arrivò una nuova versione della Lodola, la Gran Turismo, con motore di 235 cm³ (alesaggio per corsa 68 × 64 mm) con distribuzione ad aste e bilancieri, ritenuta più affidabile della monoalbero che presentava problemi al complesso sistema della catena di distribuzione, erogante 11 CV e con velocità massima di 115 km/h, la quale riprendeva idealmente l'eredità dell’Airone; questo nuovo modello divenne in poco tempo una delle “quarto di litro” più diffuse, adatta sia per il turismo che per il lavoro.
Infine nel 1965 venne presentata una nuova edizione della Sport, con un motore maggiorato a 247 cc (alesaggio per corsa 68 × 68 mm), con varie migliorie, tra cui il cilindro in lega leggera con canna cromata, scarico a due tubi e ruote di maggior diametro, con potenza di 18 CV ed una velocità massima di 140 all’ora; essa però rimase solamente allo stato di prototipo, in quanto il cambio di proprietà della Moto Guzzi dalla famiglia Parodi alla SEIMM, avvenuto il 1º febbraio 1967, sancì la decisione dell’eliminazione di tutti i modelli ritenuti obsoleti o poco redditizi, tra cui anche la Lodola.

### Regolarità
La Lodola, pur non avendo partecipato a nessuna edizione del Motogiro d'Italia né ad altre competizioni di gran fondo per via delle sue prestazioni, che seppur ragguardevoli non erano in grado di competere agonisticamente con altri modelli rivali, ed anche alla decisione della Casa di Mandello di ritirarsi dal Motomondiale (insieme a Gilera ed FB Mondial) con la firma del Patto di astensione nel 1957, si dimostrò subito idonea, grazie alle sue doti di leggerezza, robustezza e con un motore non molto potente ma elastico e generoso ai bassi regimi, per essere utilizzata per le competizioni di fuoristrada, disciplina molto seguita all'epoca, e quindi interessante dal punto di vista promozionale, che però non richiedeva gli ingenti investimenti dei Gran Premi. Tutto il reparto corse della Guzzi, convertito ora per questa nuova disciplina, si mise all’opera, e l’alacre lavoro fu ripagato al vittorioso esordio nella Regolarità avvenuto il 23 marzo 1958 al "Trofeo Reda" a Bergamo: le moto impiegate erano delle Lodola 175 con poche varianti rispetto ai modelli di serie: queste infatti furono allestite con sospensioni  più robuste ed a maggior escursione, manubrio alto, parafanghi e scarico rialzati e sella da regolarità, oltre ovviamente a pneumatici tassellati, guidate da Gianfranco Saini, Sergio Cremaschini e Brunone Villa, considerati fra i migliori specialisti del momento.
Con la stagione 1959 alla 175 si affiancò una versione con il motore di 235 cm³ ad aste e bilancieri, che si rivelerà però scarsamente competitiva e sarà sostituita da un nuovo modello della stessa cilindrata ma monoalbero a camme in testa. Entrambi i modelli impiegati, a differenza di quelli della stagione precedente,  subirono modifiche più pesanti, a partire dal telaio irrobustito, freni maggiorati ed il cambio rivisto nei rapporti (oltre ad altri ritocchi): questi accorgimenti permisero allo squadrone Lodola di far fruttare quattro medaglie d’oro alla Sei Giorni, tenutasi in Cecoslovacchia.
Dal 1960 e fino al 1963 la Lodola 235 Regolarità monoalbero sarà venduta anche ai piloti privati (80 circa gli esemplari costruiti), e sempre in quell’anno la stagione fu estremamente positiva, concretizzandosi in sei medaglie d’oro alla Sei Giorni, svoltasi a Bad Aussee, oltre a molte altre vittorie in competizioni di minor rilievo. Nel 1961 il motore della 235 sarà portato a 250 cm³ (247 cm³, alesaggio per corsa 68 × 68 mm)  ed equipaggiato con un cambio a 5 rapporti, più adatto a sfruttare la potenza del propulsore, ora di 16 CV, assieme ad altre piccole migliorie alle sospensioni ed al telaio: anche in questa versione i successi non mancarono, accaparrandosi numerose vittorie alle Sei Giorni nel 1961/1962 e 1963 (in quest’ultima la quadra italiana vinse anche il “Vaso d’Argento”), alle Valli Bergamasche nel 1962/1963, senza contare le varie gare minori, spalleggiata dalla versione 175. Numerose quindi le vittorie e le medaglie conquistate dalla Lodola nella sua carriera fuoristradistica, terminata ufficialmente nel 1963.

## Tecnica
Il Lodola, l’ultima motocicletta interamente progettata da Carlo Guzzi prima di abbandonare la guida della fabbrica, fu un’innovazione rispetto ai canoni tradizionali che avevano contraddistinto la Moto Guzzi fin dalla sua nascita: il motore, un monocilindrico di 174 cm³ con alesaggio per corsa di 62 × 57,8 mm, a differenza del classico cilindro orizzontale, è inclinato di 45°, ed il comando dell’albero a camme in testa, ottenuto tramite una catena sulla destra (soluzione allora di moda e già montata sulle MV Agusta 175 del 1954), contiene un’originale soluzione: per evitare che i giochi e le interferenze dovute all’uso ed alle dilatazioni termiche dei singoli componenti provochino uno sfasamento delle valvole, si è ricorso ad un tenditore formato da una lamina d’acciaio fissata ad un bilanciere ad arco il quale scavalcava l’albero a camme, ed è supportato al centro con un’ancoretta bloccata alla testa del motore, ed è fissato sull’altra estremità ad un prigioniero, a sua volta avvitato alla base del cilindro in alluminio: le differenze di temperatura tra il prigioniero, fissato in un punto relativamente freddo del motore, ed all’ancoretta, situata invece in un punto caldo, permettevano che il bilanciere si alzasse dalla parte della lamina metallica di un valore tale da mantenere sempre costante la tensione della catena, indipendentemente dalla temperatura del motore; inoltre l’albero a camme è dotato di un piccolo volano che regola le irregolarità cicliche dovute all’eccentricità delle camme e riduce l’urto tra i denti del pignone ed i rulli della catena.

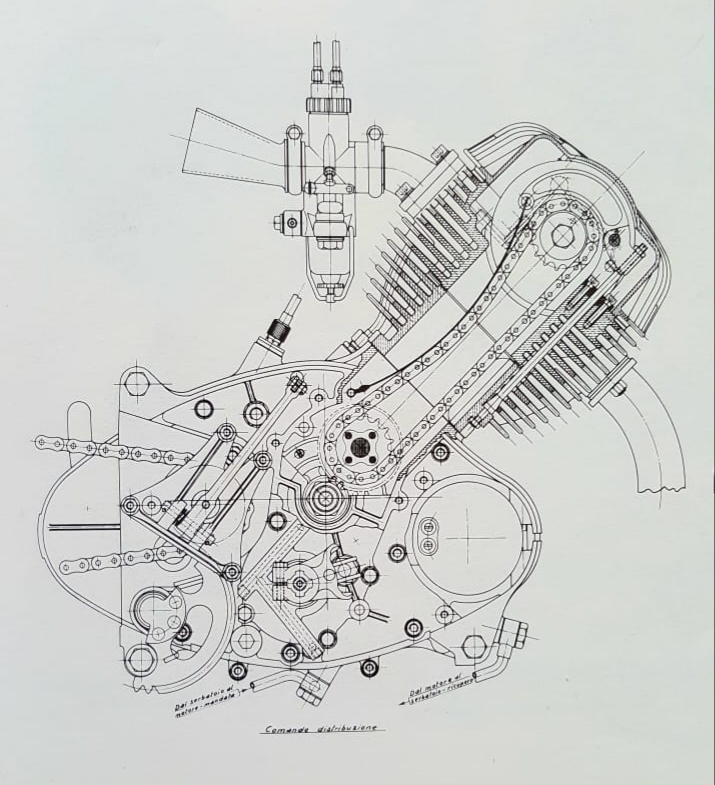
Il motore del Lodola 175, lato distribuzione: si noti il tendicatena della distribuzione, con la lamina metallica fissata all'estremità superiore ad un bilanciere.

L’albero motore è scomponibile in tre pezzi, trasmissione primaria con una coppia di ingranaggi elicoidali, frizione multidisco in bagno d’olio e cambio a quattro rapporti; nel pignone motore, posizionato sul lato destro del motore, è montato il parastrappi, soluzione adottata anche nei modelli Zigolo e Cardellino. Il volano, sempre esterno, è però racchiuso all’interno del coperchio sinistro in alluminio che copre il carter, donando al propulsore una linea compatta e pulita, a differenza dei vecchi monocilindrici orizzontali. L’accensione è a spinterogeno e l’impianto elettrico è alimentato da una dinamo da 45 W. 
L’alimentazione è assicurata da un carburatore Dell’Orto con diffusore da 22 mm e la lubrificazione, a carter secco, si avvale di una doppia pompa ad ingranaggi di mandata e recupero al serbatoio, posto sotto la sella; a partire dal 1959 al circuito di lubrificazione della 235 venne aggiunto un filtro a cartuccia di derivazione automobilistica, per migliorare l’economia d’esercizio.
Il telaio è a doppia culla continua, ed è realizzato con tubi a sezione semicircolare (sezione a D), così da avere una considerevole resistenza pur mantenendo una modesta sezione, oltre a facilitare le operazioni di saldatura in fase di produzione; la forcella anteriore è teleidraulica con foderi portanti superiori esterni, mentre per il posteriore non è stato più applicato il forcellone oscillante con molla sotto il motore ed ammortizzatori laterali a compasso (brevettato come “Sospensione Elastica Guzzi”), bensì un più tradizionale forcellone oscillante con ammortizzatori teleidraulici ai lati della ruota posteriore, bloccabili in due posizioni a seconda del carico: inclinati in avanti nell’utilizzo con il solo pilota, e fissati verticalmente nella guida con il passeggero.
Le versioni utilizzate per le gare di Regolarità, a partire dal 1959, le Lodola 175 e 235 cc, entrambe monoalbero a camme in testa, furono pesantemente rimaneggiate (a differenza di quelle che concorsero nell’anno precedente, diverse da quelle di serie solamente per piccoli accorgimenti tecnici): il telaio fu rinforzato nella zona dello sterzo, il forcellone posteriore accorciato per aumentare la maneggevolezza, i freni furono maggiorati così come le ruote, equipaggiate con gomme artigliate (2.75 – 19” all’anteriore e 3.25 – 18” al posteriore per la 175, 3.00 – 19” e 3.50 – 18” per la 235); la presa d’aria fu messa al riparo da eventuali spruzzi di fango, il serbatoio era a smontaggio rapido, la pedivella d’avviamento rientrante ed i rapporti accuratamente studiati.

### Prestazioni
La prima versione del Lodola 175 dispone di 9 CV con un rapporto di compressione di 7,5:1 a 6000 giri/min, che le consentono di raggiungere i 110 km/h, mentre la serie successiva, messa in produzione nell’aprile 1958 e denominata Sport, grazie all’aumento della compressione (fino a 9:1), permette di erogare 11 CV con un conseguente aumento della velocità massima oltre i 120 all’ora; anche la Gran Turismo 235 sviluppa 11 CV a 6500 giri/min, portandola a 115 km/h massimi.
I modelli 175 impiegati per le competizioni di regolarità pesano 107 kg ed i loro motori sprigionano 12 CV a 7500 giri/min, mentre le 235 ad aste e bilancieri, con un chilo in più di peso, contano su 12,5 CV a 6000 giri/min, passati a 14 CV a 7500 giri/min con l’adozione del monoalbero a camme in testa; l’ultima versione, quella 250, arriva a poter disporre di 16 CV a 7500 giri/min, con un rapporto di compressione di 11:1.

## Caratteristiche tecniche
| Caratteristiche tecniche - Moto Guzzi Lodola 175 Sport - 1958                                                                | Caratteristiche tecniche - Moto Guzzi Lodola 175 Sport - 1958                                        | Caratteristiche tecniche - Moto Guzzi Lodola 175 Sport - 1958                                        | Caratteristiche tecniche - Moto Guzzi Lodola 175 Sport - 1958                                        | Caratteristiche tecniche - Moto Guzzi Lodola 175 Sport - 1958                                        | Caratteristiche tecniche - Moto Guzzi Lodola 175 Sport - 1958                                        |
| Dimensioni e pesi | Dimensioni e pesi                                                                                    | Dimensioni e pesi                                                                                    | Dimensioni e pesi                                                                                    | Dimensioni e pesi                                                                                    | Dimensioni e pesi                                                                                    |
| --- | --- | --- | --- | --- | --- |
| Ingombri (lungh.×largh.×alt.)                                                                                                | 2010 × 600 × 925 mm                                                                                  | 2010 × 600 × 925 mm                                                                                  | 2010 × 600 × 925 mm                                                                                  | 2010 × 600 × 925 mm                                                                                  | 2010 × 600 × 925 mm                                                                                  |
| Altezze | Sella: 740 mm - Minima da terra: 130 mm                                                              | Sella: 740 mm - Minima da terra: 130 mm                                                              | Sella: 740 mm - Minima da terra: 130 mm                                                              | Sella: 740 mm - Minima da terra: 130 mm                                                              | Sella: 740 mm - Minima da terra: 130 mm                                                              |
| Interasse: 1314 mm | Interasse: 1314 mm                                                                                   | Massa a vuoto: 111 kg                                                                                | Massa a vuoto: 111 kg                                                                                | Serbatoio: 15 litri                                                                                  | Serbatoio: 15 litri                                                                                  |
| Meccanica | | | | | |
| Tipo motore: monocilindrico inclinato di 45°                                                                                 | Tipo motore: monocilindrico inclinato di 45°                                                         | Tipo motore: monocilindrico inclinato di 45°                                                         | Tipo motore: monocilindrico inclinato di 45°                                                         | Raffreddamento: aria                                                                                 | Raffreddamento: aria                                                                                 |
| Cilindrata | 174,4 cm³ (Alesaggio 62 × Corsa 57,8 mm)                                                             | 174,4 cm³ (Alesaggio 62 × Corsa 57,8 mm)                                                             | 174,4 cm³ (Alesaggio 62 × Corsa 57,8 mm)                                                             | 174,4 cm³ (Alesaggio 62 × Corsa 57,8 mm)                                                             | 174,4 cm³ (Alesaggio 62 × Corsa 57,8 mm)                                                             |
| Distribuzione: monoalbero a catena                                                                                           | Distribuzione: monoalbero a catena                                                                   | Distribuzione: monoalbero a catena                                                                   | Alimentazione: un carburatore Dell'Orto UB 22 BS2                                                    | Alimentazione: un carburatore Dell'Orto UB 22 BS2                                                    | Alimentazione: un carburatore Dell'Orto UB 22 BS2                                                    |
| Potenza: 11 CV | Potenza: 11 CV                                                                                       | Coppia:                                                                                              | Coppia:                                                                                              | Rapporto di compressione:                                                                            | Rapporto di compressione:                                                                            |
| Frizione: multidisco in bagno d'olio                                                                                         | Frizione: multidisco in bagno d'olio                                                                 | Frizione: multidisco in bagno d'olio                                                                 | Cambio: sequenziale a 4 marce (sempre in presa) con comando a pedale                                 | Cambio: sequenziale a 4 marce (sempre in presa) con comando a pedale                                 | Cambio: sequenziale a 4 marce (sempre in presa) con comando a pedale                                 |
| Accensione | a bobina-spinterogeno                                                                                | a bobina-spinterogeno                                                                                | a bobina-spinterogeno                                                                                | a bobina-spinterogeno                                                                                | a bobina-spinterogeno                                                                                |
| Trasmissione | primaria a ingranaggi; secondaria a catena                                                           | primaria a ingranaggi; secondaria a catena                                                           | primaria a ingranaggi; secondaria a catena                                                           | primaria a ingranaggi; secondaria a catena                                                           | primaria a ingranaggi; secondaria a catena                                                           |
| Avviamento | a pedale                                                                                             | a pedale                                                                                             | a pedale                                                                                             | a pedale                                                                                             | a pedale                                                                                             |
| Ciclistica | | | | | |
| Telaio | doppia culla chiusa                                                                                  | doppia culla chiusa                                                                                  | doppia culla chiusa                                                                                  | doppia culla chiusa                                                                                  | doppia culla chiusa                                                                                  |
| Sospensioni | Anteriore: forcella telescopica / Posteriore: forcellone oscillante e due ammortizzatori telescopici | Anteriore: forcella telescopica / Posteriore: forcellone oscillante e due ammortizzatori telescopici | Anteriore: forcella telescopica / Posteriore: forcellone oscillante e due ammortizzatori telescopici | Anteriore: forcella telescopica / Posteriore: forcellone oscillante e due ammortizzatori telescopici | Anteriore: forcella telescopica / Posteriore: forcellone oscillante e due ammortizzatori telescopici |
| Freni | Anteriore: a tamburo / Posteriore: a tamburo                                                         | Anteriore: a tamburo / Posteriore: a tamburo                                                         | Anteriore: a tamburo / Posteriore: a tamburo                                                         | Anteriore: a tamburo / Posteriore: a tamburo                                                         | Anteriore: a tamburo / Posteriore: a tamburo                                                         |
| Pneumatici | anteriore 2.50-18”; posteriore 3.00-17”                                                              | anteriore 2.50-18”; posteriore 3.00-17”                                                              | anteriore 2.50-18”; posteriore 3.00-17”                                                              | anteriore 2.50-18”; posteriore 3.00-17”                                                              | anteriore 2.50-18”; posteriore 3.00-17”                                                              |
| Prestazioni dichiarate | | | | | |
| Velocità massima | 120 km/h                                                                                             | 120 km/h                                                                                             | 120 km/h                                                                                             | 120 km/h                                                                                             | 120 km/h                                                                                             |
| Fonte dei dati: Moto Guzzi Lodola Sport 175 cc - Istruzioni per l'uso e la manutenzione, Arte Grafica Valsecchi, Lecco, 1958 | | | | | |

| Caratteristiche tecniche - Moto Guzzi Lodola 235 GT        | Caratteristiche tecniche - Moto Guzzi Lodola 235 GT                                                  | Caratteristiche tecniche - Moto Guzzi Lodola 235 GT                                                  | Caratteristiche tecniche - Moto Guzzi Lodola 235 GT                                                  | Caratteristiche tecniche - Moto Guzzi Lodola 235 GT                                                  | Caratteristiche tecniche - Moto Guzzi Lodola 235 GT                                                  |
| Dimensioni e pesi                                          | Dimensioni e pesi                                                                                    | Dimensioni e pesi                                                                                    | Dimensioni e pesi                                                                                    | Dimensioni e pesi                                                                                    | Dimensioni e pesi                                                                                    |
| ---------------------------------------------------------- | --- | --- | --- | --- | --- |
| Ingombri (lungh.×largh.×alt.)                              | 2000 × 610 × 905 mm                                                                                  | 2000 × 610 × 905 mm                                                                                  | 2000 × 610 × 905 mm                                                                                  | 2000 × 610 × 905 mm                                                                                  | 2000 × 610 × 905 mm                                                                                  |
| Altezze                                                    | Sella: 750 mm - Pedane: 265 mm                                                                       | Sella: 750 mm - Pedane: 265 mm                                                                       | Sella: 750 mm - Pedane: 265 mm                                                                       | Sella: 750 mm - Pedane: 265 mm                                                                       | Sella: 750 mm - Pedane: 265 mm                                                                       |
| Interasse: 1314 mm                                         | Interasse: 1314 mm                                                                                   | Massa a vuoto: 115 kg                                                                                | Massa a vuoto: 115 kg                                                                                | Serbatoio: 15 litri                                                                                  | Serbatoio: 15 litri                                                                                  |
| Meccanica                                                  | | | | | |
| Tipo motore: monocilindrico inclinato di 45°               | Tipo motore: monocilindrico inclinato di 45°                                                         | Tipo motore: monocilindrico inclinato di 45°                                                         | Tipo motore: monocilindrico inclinato di 45°                                                         | Raffreddamento: aria                                                                                 | Raffreddamento: aria                                                                                 |
| Cilindrata                                                 | 235 cm³ (Alesaggio 68 × Corsa 64 mm)                                                                 | 235 cm³ (Alesaggio 68 × Corsa 64 mm)                                                                 | 235 cm³ (Alesaggio 68 × Corsa 64 mm)                                                                 | 235 cm³ (Alesaggio 68 × Corsa 64 mm)                                                                 | 235 cm³ (Alesaggio 68 × Corsa 64 mm)                                                                 |
| Distribuzione: aste e bilancieri                           | Distribuzione: aste e bilancieri                                                                     | Distribuzione: aste e bilancieri                                                                     | Alimentazione: un carburatore Dell'Orto UB 22 BS                                                     | Alimentazione: un carburatore Dell'Orto UB 22 BS                                                     | Alimentazione: un carburatore Dell'Orto UB 22 BS                                                     |
| Potenza: 11 CV a 6500 giri/min                             | Potenza: 11 CV a 6500 giri/min                                                                       | Coppia:                                                                                              | Coppia:                                                                                              | Rapporto di compressione:                                                                            | Rapporto di compressione:                                                                            |
| Frizione: multidisco in bagno d'olio                       | Frizione: multidisco in bagno d'olio                                                                 | Frizione: multidisco in bagno d'olio                                                                 | Cambio: sequenziale a 4 marce (sempre in presa) con comando a pedale sulla destra                    | Cambio: sequenziale a 4 marce (sempre in presa) con comando a pedale sulla destra                    | Cambio: sequenziale a 4 marce (sempre in presa) con comando a pedale sulla destra                    |
| Accensione                                                 | a dinamo-batteria-spinterogeno                                                                       | a dinamo-batteria-spinterogeno                                                                       | a dinamo-batteria-spinterogeno                                                                       | a dinamo-batteria-spinterogeno                                                                       | a dinamo-batteria-spinterogeno                                                                       |
| Trasmissione                                               | primaria a ingranaggi; secondaria a catena                                                           | primaria a ingranaggi; secondaria a catena                                                           | primaria a ingranaggi; secondaria a catena                                                           | primaria a ingranaggi; secondaria a catena                                                           | primaria a ingranaggi; secondaria a catena                                                           |
| Avviamento                                                 | a pedale                                                                                             | a pedale                                                                                             | a pedale                                                                                             | a pedale                                                                                             | a pedale                                                                                             |
| Ciclistica                                                 | | | | | |
| Telaio                                                     | doppia culla chiusa in tubi                                                                          | doppia culla chiusa in tubi                                                                          | doppia culla chiusa in tubi                                                                          | doppia culla chiusa in tubi                                                                          | doppia culla chiusa in tubi                                                                          |
| Sospensioni                                                | Anteriore: forcella telescopica / Posteriore: forcellone oscillante e due ammortizzatori telescopici | Anteriore: forcella telescopica / Posteriore: forcellone oscillante e due ammortizzatori telescopici | Anteriore: forcella telescopica / Posteriore: forcellone oscillante e due ammortizzatori telescopici | Anteriore: forcella telescopica / Posteriore: forcellone oscillante e due ammortizzatori telescopici | Anteriore: forcella telescopica / Posteriore: forcellone oscillante e due ammortizzatori telescopici |
| Freni                                                      | Anteriore: tamburo centrale da 158 mm / Posteriore: tamburo centrale da 158 mm                       | Anteriore: tamburo centrale da 158 mm / Posteriore: tamburo centrale da 158 mm                       | Anteriore: tamburo centrale da 158 mm / Posteriore: tamburo centrale da 158 mm                       | Anteriore: tamburo centrale da 158 mm / Posteriore: tamburo centrale da 158 mm                       | Anteriore: tamburo centrale da 158 mm / Posteriore: tamburo centrale da 158 mm                       |
| Pneumatici                                                 | anteriore 2.50-18"; posteriore 3.00-17"                                                              | anteriore 2.50-18"; posteriore 3.00-17"                                                              | anteriore 2.50-18"; posteriore 3.00-17"                                                              | anteriore 2.50-18"; posteriore 3.00-17"                                                              | anteriore 2.50-18"; posteriore 3.00-17"                                                              |
| Prestazioni dichiarate                                     | | | | | |
| Velocità massima                                           | oltre 110 km/h                                                                                       | oltre 110 km/h                                                                                       | oltre 110 km/h                                                                                       | oltre 110 km/h                                                                                       | oltre 110 km/h                                                                                       |
| Consumo                                                    | 2,73 l/100 km                                                                                        | 2,73 l/100 km                                                                                        | 2,73 l/100 km                                                                                        | 2,73 l/100 km                                                                                        | 2,73 l/100 km                                                                                        |
| Fonte dei dati: Motociclismo d'Epoca 12-1/2010-2011, p. 91 | | | | | |